# Kitten (kat)

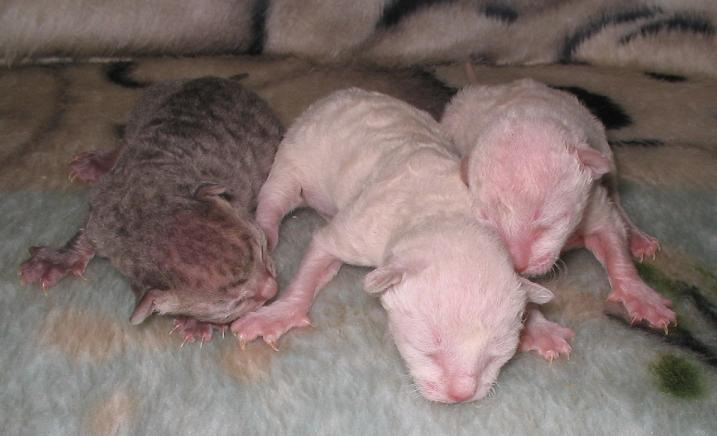
Drie Cornish Rex-kittens van 1 dag oud

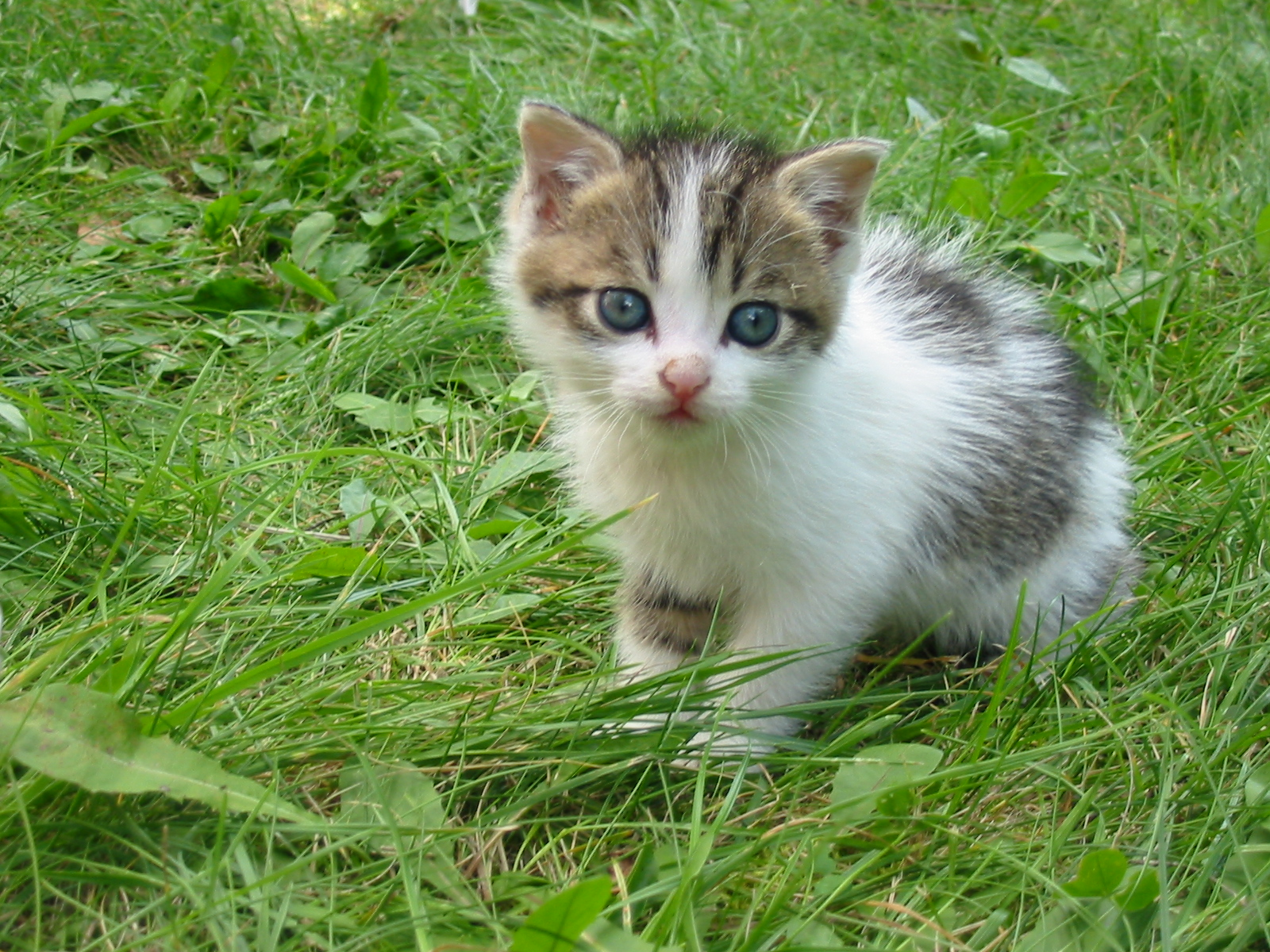
Een kitten van enkele weken oud

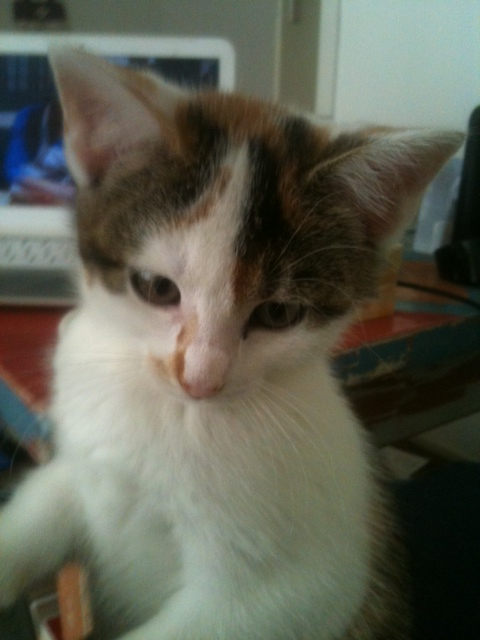
Kitten van drie maanden

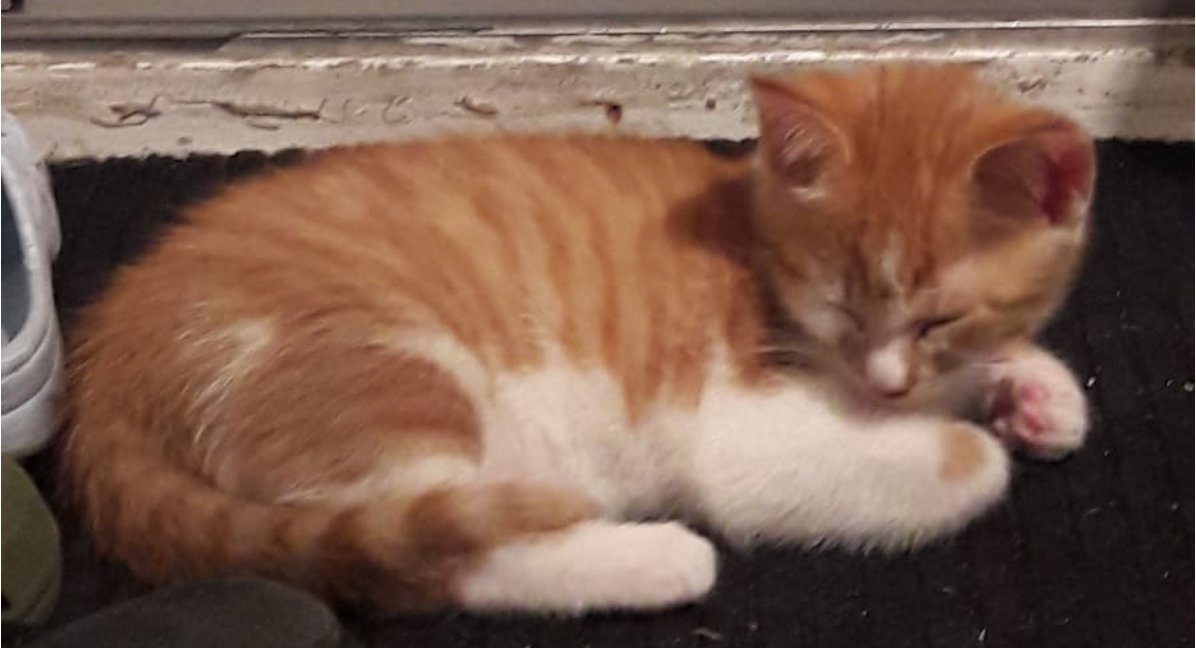
Een kitten die slaapt.

Een kitten is de naam van jonge katjes totdat ze ongeveer een half jaar oud zijn.
Wanneer een kitten tussen de vier en de twaalf weken oud is kan het socialisatieproces in gang worden gezet. Hierdoor leert het dier om te gaan met mensen en andere dieren. Aanrakingen vanaf de geboorte zijn voor een kitten essentieel, maar ook het corrigeren door de moeder van gedrag en het door interactie met nestgenoten, moeder en andere huisgenoten opdoen van sociale vaardigheden.
Rond de 9e week worden kittens vaak ingeënt tegen kattenziekte. Op een leeftijd van 12 weken wordt deze inenting dan herhaald. Soms volgt nog een derde booster-enting met 16 weken om de immuniteit op peil te houden.
Fokkers van raskatten laten hun kittens conform de verenigingsreglementen pas rond de drie maanden naar hun nieuwe eigenaars gaan. Dit doet men omdat kittens tot die leeftijd nog vele sociale vaardigheden aanleren van hun moeder en de volledige immuniteit door de herhaalde entingen pas dan op peil is.